# František Plánička (rektor)
František Plánička (29. března 1936 Plánice – 22. května 2021 Plzeň) byl český vysokoškolský pedagog a rektor Vysoké školy strojní a elektrotechnické v Plzni.
Narodil se v Plánici na Klatovsku. Po studiu na gymnáziu v Klatovech absolvoval Fakultu strojní Vysoké školy strojní a elektrotechnické v Plzni. Od roku 1984 byl profesorem v oboru Mechanika tuhých a poddajných těles a prostředí. Od roku 1986 pracoval jako vedoucí katedry Mechaniky a pružnosti. V letech 1985–1990 byl rektorem Vysoké školy strojní a elektrotechnické.